# 天主教塔拉瓦暨瑙魯教區
天主教塔拉瓦暨瑙魯教區（拉丁語：Dioecesis Taravana et Nauruna）是大洋洲一個羅馬天主教教區，屬蘇瓦總教區。
吉爾伯特群島宗座代牧區於1897年6月28日設立，1966年6月21日升為教區，1982年9月10日改稱現名。
教區管轄基里巴斯及瑙魯，2010年時有54,942名教友、21個堂區和29名司鐸。教座位於基里巴斯首都塔拉瓦。
時任教區主教科魯·蒂托2022年病逝後，教座出缺至今，榮休主教為保祿·恩彪·梅阿-凱烏埃阿。